# Ryōta Takasugi
Ryōta Takasugi (高杉 亮太?, Takasugi Ryōta; Ube, 10 gennaio 1984) è un ex calciatore giapponese, di ruolo difensore.